# Malcolm Muggeridge
Malcolm Muggeridge, nome completo Thomas Malcolm Muggeridge (Sanderstead, 24 maggio 1903 – Robertsbridge, 14 novembre 1990), è stato un giornalista e scrittore britannico.
Fu anche uno scrittore satirico, soldato, agente segreto e studioso del cristianesimo.

## Biografia

### Anni della giovinezza
Malcolm Muggeridge nacque a Sanderstead, nella contea di Croydon, a sud di Londra. Suo padre, Henry Thomas Muggeridge, era consigliere laburista presso la contea e, successivamente, membro della Camera dei comuni durante il secondo governo di Ramsay MacDonald. Sua madre si chiamava Annie Booler.
Malcom ha studiato presso il Selwyn College dell'Università di Cambridge, dove si laureò nel 1924. Partì poi per l'India per insegnare. Ancora da studente aveva frequentato per brevi periodi, nel 1920, nel 1922 e nel 1924, la John Ruskin School, a Croydon.

### Mosca
Inizialmente attratto dal comunismo, Muggeridge e sua moglie si recarono a Mosca nel 1932, dove Malcolm diverrà poi corrispondente del Manchester Guardian, in sostituzione di William Chamberlin che aveva finito il suo mandato. Fin dal suo primo soggiorno a Mosca, Muggeridge impiegò le sue capacità di giornalista nella stesura del suo libro Picture Palace, sulle sue esperienze vissute al Manchester Guardian. Il librò fu terminato e proposto per la pubblicazione nel gennaio del 1933. Gli editori dovettero però desistere dalla pubblicazione a causa del malcontento che lo stesso avrebbe procurato, causando a Muggeridge un notevole disagio economico, dato che veniva pagato solo per gli articoli che venivano accettati.
Sempre più deluso del comunismo, Malcolm decise di investigare di persona sulla carestia in Ucraina, recandovisi e attraversando il Caucaso senza il permesso delle autorità sovietiche. Il suo rapporto venne spedito al Guardian in una valigia diplomatica, al fine di aggirare la censura, ma non venne comunque stampato per intero e comunque senza accreditarlo a Muggeridge. Nel frattempo il giornalista rivale Gareth Jones, che aveva incontrato Muggeridge a Mosca, attraverso i suoi articoli rese pubblico il rapporto che confermava l'esistenza della carestia. Nello stesso periodo sul New York Times, Walter Duranty con i suoi articoli negava l'esistenza di problemi economici nei paesi sovietici. A questo proposito Gareth Jones scrisse una lettera al Guardian, difendendo gli articoli di Muggeridge riguardo alla carestia.
A causa del conflitto sorto all'interno della politica editoriale del giornale, Muggeridge si rivolse alla scrittura di un romanzo, Winter In Moscow (Inverno a Mosca, 1934), descrivendo la reali condizioni di vita nell'utopia socialista, mettendo in ridicolo i giornalisti occidentali che simpatizzavano per il regime di Stalin. Egli definì Duranty "il più grande bugiardo che abbia mai incontrato nel giornalismo." Più tardi incominciò una collaborazione con Hugh Kingsmill.
L'indirizzo politico di Muggeridge cambiò da un socialismo indipendente, a quello che sembrò alla maggioranza una posizione più di destra, a causa del suo blando spirito critico nei confronti dei problemi della società. Le visioni politiche di Muggeridge sono sempre state difficili da inquadrare in un preciso partito politico, a causa del suo spirito indipendente.

### Seconda guerra mondiale
Durante la guerra fece parte del servizio segreto britannico Secret Intelligence Service, dislocato a Bruxelles, che era allora sotto il comando di Richard Barclay, un uomo dalla personalità debole sul quale Muggeridge ed il suo collega Donald McLachlan avevano molta influenza.

### Il periodo dopo la guerra
Muggeridge lavorò per altri giornali, fra i quali il The Statesman di Calcutta, l'Evening Standard e il Daily Telegraph. Fu editore della rivista Punch dal 1953 al 1957, un curioso esperimento per un uomo che affermava di non avere alcun senso dell'umorismo. Nel 1957 fu professionalmente e pubblicamente biasimato per aver criticato la monarchia britannica su di un giornale americano, il Saturday Evening News, in un articolo dal titolo "L'Inghilterra ha davvero bisogno di una regina?". La pubblicazione dell'articolo fu ritardata di cinque mesi in modo da coincidere con la visita di Stato della regina a Washington.

### La riscoperta del cristianesimo
Muggeridge, che aveva fama di agnostico e nichilista, nella seconda metà degli anni sessanta matura una piena conversione al cristianesimo, di cui aveva fatto esperienza in diversi periodi della sua vita, a partire dalla prima giovinezza, quando si era proposto di diventare santo.
La conversione, determinata anche dall'incontro con Madre Teresa di Calcutta, segna uno spartiacque nella vita di Muggeridge, che mette ordine nella sua vita, adottando uno stile quasi ascetico e diventando anche vegetariano. Nel libro Jesus Rediscovered, pubblicato nel 1969, Muggeridge dichiarerà: "Mi sono sentito in grado di dichiararmi cristiano solo quando sono stato ragionevolmente sicuro che uno scrutinio della mia vita non avrebbe disonorato gli standard inconcepibilmente alti posti dai cristiani che ammiro, come Tolstoj e Pascal".